# علی حسن کوبان
علی حسن احمد کوبان (عربی: على حسن أحمد كوبان؛ ۲۹ دسامبر ۱۹۲۹ – ۱ ژوئن ۲۰۰۱) خواننده نوبی‌تبار اهل مصر بود. او فعالیت حرفه‌ای خود را در عرصه موسیقی با نواختن کلارینت آغاز کرد.